# خوان كايسيدو (لاعب كرة قدم)
خوان كايسيدو (بالإسبانية: Juan Caicedo)‏ هو لاعب كرة قدم كولومبي في مركز الوسط، ولد في 8 مارس 1955 في توماكو في كولومبيا. لعب مع أتلتيكو جونيور.

## وصلات خارجية
- خوان كايسيدو (لاعب كرة قدم) على موقع قاعدة بيانات كرة القدم.إي يو (الإنجليزية)
- خوان كايسيدو (لاعب كرة قدم) على موقع ناشيونال فوتبول تيمز (الإنجليزية)